# 李日知
李日知（？—715年）是唐朝郑州荥阳人。
事母至孝，进士出身。武則天時累迁司刑丞。當時法令严峻，告密成風，只有李日知宽恕。日知曾經為了一名死囚與少卿胡元禮再三爭執，元禮大怒說“元禮不離刑曹，此囚終無生理！”，日知反駁說：“日知不離刑曹，此囚終無死法！”。最後皇帝裁決免死。睿宗景云元年 (710年)，拜同中书门下平章事。玄宗先天元年 (712年)，转任刑部尚书，以政事致仕。

## 延伸阅读
[在维基数据编辑]
 《舊唐書·卷188》，出自刘昫《舊唐書》
 《新唐書/卷116》，出自《新唐書》